# Stomacontion hurleyi
Stomacontion hurleyi är en kräftdjursart. Stomacontion hurleyi ingår i släktet Stomacontion och familjen Lysianassidae. Inga underarter finns listade i Catalogue of Life.